# 马伊拉诺
马伊拉诺（義大利語：Mairano），是意大利布雷西亚省的一个市镇。总面积11平方公里，人口3265人，人口密度296.8人/平方公里（2009年）。国家统计（ISTAT）代码为017099。